# Condylostylus galinae
Condylostylus galinae är en tvåvingeart som beskrevs av Grichanov 1996. Condylostylus galinae ingår i släktet Condylostylus och familjen styltflugor. Inga underarter finns listade i Catalogue of Life.